# 中村仙之助
中村 仙之助（なかむら せんのすけ、1884年1月13日 - 1956年）は、日本の元俳優、元歌舞伎役者、元子役である。本名は山田 重三郎（やまだ じゅうざぶろう）だが、山田 重二郎（やまだ じゅうじろう）の説もある。後年は山田 純三郎（やまだ じゅんざぶろう）と名乗った。尾上松之助の主演映画をはじめ、横田商会、日活京都撮影所の時代劇映画に多数出演、大谷鬼若と共に「敵役の双璧」として知られた。

## 来歴・人物
1884年（明治17年）1月13日、東京府東京市日本橋区（現在の東京都中央区）に生まれる。初期の資料である『花形活動俳優内証話』（杉本金成堂）などによれば、生年は「明治十九年」（1886年）である旨が記されており、また『日本映画年鑑 大正13年・14年』（東京朝日新聞発行所）によれば、生年月日は「明治十四年一月十三日」（1881年1月13日）である旨が記されている。実父の山田淺吉は大蔵省の官吏で、実母の山田蔦子は越後国村上藩の元士族の娘という大変裕福な家庭で育った。『日本映画俳優全集 男優編』（キネマ旬報）では、それがどうして役者となったか明らかでないとしているが、実際のところ、幼少期から芝居を好み、両親も重三郎の趣味に応じて芸事を習わせていたとされる。
1891年（明治24年）、満7歳の時に歌舞伎役者二代目三桝源五郎の門に入り、初舞台を踏む。その後、間も無く中村仙昇（映画監督築山光吉の実父）の門下に転じ、関西各座に出演する傍ら、三代目中村富十郎や五代目市川新蔵らと共に各地を巡業する。1905年（明治38年）、急遽徴兵検査に合格して入隊し、同時期に発生した日露戦争に出陣。除隊後しばらくは俳優業に戻らず、鉱山業、炭屋、袋物商など職を転々とした。
1909年（明治42年）、牧野省三の招聘により、尾上松之助主演のサイレント映画を撮影していた横田商会に入社。『映画新研究十講と俳優名鑑』（朝日新聞社）などによれば、仙之助の映画初出演作品は、映画『西郷隆盛』の隆盛の息子西郷菊次郎役であるとされているが、1911年（明治44年）4月15日に公開された『西郷隆盛西南戦争』をさしているのか、翌1912年（明治45年）4月29日に公開された『西郷隆盛一代記』をさしているのか、詳細は不明である。1912年（大正元年）9月10日、同社は福宝堂、吉澤商店、M・パテー商会との合併で日活になり、撮影所が日活京都撮影所と改称された後も継続入社、尾上松之助ほか、嵐珏松郎、嵐亀三郎、片岡市之正、片岡市太郎、嵐秀之助、中村小芝（殺陣師兼任）らと共に同所の専属俳優となった。以降、1921年（大正10年）3月10日に公開された牧野省三監督映画『実録忠臣蔵』などに出演し、特に同所に在籍していた大谷鬼若と共に松之助映画の悪役俳優として大いに活躍する。1926年（大正15年）9月11日、松之助が満50歳で急逝した後も、河部五郎や大河内傳次郎、谷崎十郎など新人スタアの主演映画に、引き続き悪役または老け役として出演した。
『日本映画年鑑 大正13年・14年』など一部の資料によれば、京都府京都市左京区南禅寺草川町73番地に住み、趣味は書画、骨董、陶器であり、得意役は敵役または忠僕と云ったものである旨が記されている。
昭和初年、勤続功労者として實川延一郎と共に技芸部最高の待遇である理事に任命される。また、1927年（昭和2年）には芸名を山田純三郎と改名し、脇役出演を続けた。ところが、1930年（昭和5年）4月1日に公開された池田富保監督『元禄快挙 大忠臣蔵 天変の巻・地動の巻』に出演したのを最後に日活を退社、芸能界からも引退した。映画出演数は1000本以上に及んだ。
引退後は、京都府京都市左京区川端三条で夫人と共に料亭を開いていたほか、自身の趣味を活かして好きな骨董商を経営していた。『日本映画俳優全集 男優編』では、以後の消息は述べられておらず、また、同書が発行された1979年（昭和54年）10月23日の時点では既に死去したものとされているが、『讀賣新聞』1957年（昭和32年）9月25日付より、晩年のマキノ光雄が連載したコラム「スターとともに」において、去年1956年（昭和31年）に数え年73歳（満72歳）でこの世を去ったという旨が記されている。

## 逸話
渾名は「鉛の天神さん」。日活の奇人として知られ、撮影所内において数多の逸話を残している。以下、晩年のマキノ光雄が『讀賣新聞』に連載したコラム「スターとともに」などを参照。
- 1928年（昭和3年）9月27日に公開された池田富保監督映画『維新の京洛 竜の巻 虎の巻』の撮影時、元福岡藩士平野国臣扮する仙之助は、牢の中で座っている役柄だったが、撮影の都合上、牢の横で他の共演者の芝居を最初に撮る事になり、それから牢中の仙之助に寄る予定であった。ところが、他の共演者の芝居が一区切りついたところで昼飯という事になり、助監督の「ゴハンですよ」の声で全員セットから出て行き、照明係は全てのライトを消してしまった。それから一時間ほどして、当時助監督であった渡辺邦男が、午後の撮影準備のためにセットに入ると、ライトは消えて常夜灯だけがついている中に、仙之助が一人牢の中で正座しており、仙之助は渡辺を見るや「これこれ渡辺君、ゴハンはまだか」と言った。また、渡辺は「あの、先生はあれからずっと」と聞くと、仙之助は「ああそうだよ、仙之助さんゴハンですとだれもいわんからな」と言った。
- 同年3月15日に公開された伊藤大輔監督映画『血煙高田馬場』の撮影時、主演の大河内傳次郎扮する中山安兵衛に対し、仙之助は大敵役中津川祐範を熱演した。同作のクライマックスである敵討ちの場面において、仙之助は得意の薙刀を水車のように振り回して大活躍だったが、どうした事か大河内傳次郎扮する堀部安兵衛にいくら斬られても「まだまだ！」と言って倒れず、長いチャンバラが続いた。おまけに、振り回す薙刀は一段とさえ、遂には大河内扮する安兵衛が一歩一歩追いやられる有様であった。堪り兼ねた伊藤は「仙やん死なんかい」と声をかけるが、どうしても死ななかった為、仕方なく仙之助扮する祐範の死ぬ場面は省略された。その後、伊藤が「何故死ななかった」と質問すると、仙之助は「オレを殺せる役者は松之助以外ないワイ」と言った。

## 出演作品

### 日活京都撮影所
特筆以外、全て製作は「日活京都撮影所」、配給は「日活」、全てサイレント映画、全て「中村仙之助」名義である。
- 『増補忠臣蔵』：監督牧野省三、1913年12月1日公開 - 清水一角
- 『夕立紋三』：監督不明、1915年4月公開
- 『鶉権兵衛』：監督小林彌六、1915年7月公開
- 『旗本金太』：監督不明、1915年7月公開
- 『実録忠臣蔵』：監督不明、1915年12月31日公開 - 清水一角
- 『鬼薊梅吉』：監督不明、1916年5月公開
- 『怪傑鬼童丸』（『御獄鬼童丸』）：監督、1916年8月公開
- 『犬山刑部』：監督牧野省三、1916年9月5日公開
- 『雪駄直し長五郎』：監督不明、1916年10月24日公開
- 『日月太郎』：監督不明、1916年11月14日公開
- 『堀のお梅』：監督不明、1916年11月25日公開
- 『来島玄蕃』：監督不明、1916年12月7日公開
- 『吉岡兼房』：監督小林彌六、1916年12月15日公開
- 『河内山と直侍』：監督不明、1916年12月18日公開
- 『牛若丸』：監督不明、1916年12月31日公開
- 『穴山小助』：監督不明、1916年12月31日公開
- 『狸穴御殿』：監督小林彌六、1917年1月14日公開
- 『木下藤吉郎』：監督小林彌六、1917年1月14日公開
- 『釣鐘弥五郎』：監督不明、1917年1月26日公開
- 『信田の狐』：監督不明、1917年1月31日公開
- 『親不知の仇討』：監督不明、1917年2月7日公開
- 『うぐひす塚』（『佐々木源之丞』）：監督不明、1917年2月11日公開
- 『真田獅子王丸』：監督不明、1917年2月15日公開
- 『夢の市郎兵衛』：監督不明、1917年2月15日公開
- 『春雨傘』：監督不明、1917年2月25日公開
- 『伊賀越後日の仇討』：監督不明、1917年2月28日公開
- 『尾張大八』：監督不明、1917年3月10日公開
- 『元録快挙 十二時忠臣蔵』：監督牧野省三、1917年3月15日公開 - 近藤源四郎、大高源吾（二役）
- 『新門の辰五郎』：監督小林彌六、1917年3月25日公開
- 『豪傑宮部熊太郎』：監督小林彌六、1917年3月28日公開
- 『金時金太』：監督沼田紅緑、1917年4月7日公開
- 『佐賀三勇士』：監督不明、1917年4月14日公開
- 『阿波十郎兵衛』：監督牧野省三、1917年4月28日公開
- 『弘法太次郎』：監督不明、1917年4月30日公開
- 『実録先代萩』：監督不明、製作天活日暮里撮影所、配給天活、1917年5月1日公開
- 『天一坊東下り』：監督牧野省三、1917年5月7日公開
- 『奴の小さん』：監督不明、1917年5月10日公開
- 『小金井小次郎』：監督不明、1917年5月10日公開
- 『鎌倉百鬼殿』（『鎌倉怪鬼殿』）：監督不明、1917年5月11日公開
- 『唐犬権兵衛』：監督不明、1917年5月20日公開
- 『春雨重三』：監督不明、1917年5月21日公開
- 『鬼若九郎江戸城荒し』：監督不明、1917年6月1日公開
- 『郷の虎丸』：監督辻吉郎、1917年6月1日公開
- 『御金蔵小判四千両』：監督不明、1917年6月1日公開
- 『桂川力蔵』：監督不明、1917年6月11日公開
- 『三荘太夫』：監督不明、1917年6月11日公開
- 『水戸黄門漫遊記の一国女』：監督不明、1917年6月11日公開
- 『いかるが平次』：監督不明、1917年6月21日公開
- 『仁王長五郎』：監督不明、1917年6月21日公開
- 『浅野大膳』（『越中騒動』）：監督不明、1917年7月1日公開
- 『弁天小僧』：監督不明、1917年7月13日公開
- 『岩見重太郎』：監督不明、1917年7月13日公開
- 『怪談乳房榎』（『乳房榎武田源八郎』）：監督不明、1917年7月13日公開
- 『お祭佐七』：監督小林彌六、1917年7月21日公開
- 『鬼殺重蔵』：監督不明、1917年7月21日公開
- 『本町小町』：監督不明、1917年8月1日公開
- 『五郎正宗孝子伝』：監督不明、1917年8月1日公開
- 『白虎隊』：監督牧野省三、1917年8月12日公開
- 『小三金五郎』：監督不明、1917年8月27日公開
- 『仙石騒動』：監督不明、1917年9月5日公開
- 『幽霊問答』：監督不明、1917年9月9日公開
- 『仮名手本忠臣蔵』：監督牧野省三、1917年10月14日公開 - 天川屋儀兵衛
- 『小天狗大助』：監督不明、1917年10月17日公開
- 『中山大納言』：監督不明、1917年10月28日公開
- 『忍術義助』：監督不明、1917年11月12日公開
- 『忠臣長次』：監督不明、1917年11月21日公開
- 『島左近』：監督不明、1917年12月2日公開
- 『磯畑伴蔵』：監督不明、1917年12月31日公開
- 『関白狐名古屋山三』：監督不明、1918年1月21日公開
- 『勝田新左衛門』：監督不明、1918年2月1日公開
- 『通力太郎』：監督小林彌六、1918年2月14日公開
- 『安田作兵衛』：監督不明、1918年2月19日公開
- 『永井源三郎』：監督不明、1918年2月21日公開
- 『高田騒動』：監督不明、1918年2月28日公開
- 『お六櫛』：監督不明、1918年3月1日公開
- 『隅田川の仇討』：監督牧野省三、1918年3月1日公開
- 『薄雪双紙』：監督不明、1918年3月10日公開
- 『天草四郎』：監督不明、1918年3月19日公開
- 『先代萩』：監督牧野省三、1918年3月29日公開
- 『木内宗吾之伝』：監督不明、1918年4月1日公開
- 『御所金五郎』：監督不明、1918年4月14日公開
- 『矢口の渡』：監督牧野省三、1918年4月25日公開
- 『笹野権三郎』（『槍の権三郎』）：監督小林彌六、1918年4月25日公開
- 『塩原多助』：監督不明、1918年4月30日公開
- 『お園六三』：監督小林彌六、1918年5月4日公開
- 『出雲怪談』：監督不明、1918年5月5日公開
- 『相馬大作』：監督不明、1918年5月13日公開
- 『御前の仇討』（『金谷五郎』）：監督不明、1918年5月25日公開
- 『猿飛佐助』：監督不明、1918年5月26日公開
- 『牛若小金吾と玉川お芳』：監督不明、1918年6月1日公開
- 『毛利太郎』：監督不明、1918年6月6日公開
- 『関東七人男』：監督不明、1918年6月15日公開
- 『女人堂の仇討』：監督不明、1918年6月15日公開
- 『鎖鎌孝女の仇討』：監督牧野省三、1918年6月15日公開
- 『長尾騒動』：監督不明、1918年6月25日公開
- 『竹中半兵衛』：監督不明、1918年7月1日公開
- 『十文字秀五郎』：監督牧野省三、1918年7月1日公開
- 『九尾の狐』：監督不明、1918年7月14日公開
- 『丸橋忠弥』：監督牧野省三、1918年7月18日公開
- 『堀部安兵衛』：監督不明、1918年7月18日公開
- 『国定忠次』：監督不明、1918年7月29日公開
- 『三日月次郎吉』：監督牧野省三、1918年7月公開
- 『怪力真吉』：監督不明、1918年8月8日公開
- 『曾呂利新左衛門』：監督不明、1918年8月9日公開
- 『四谷怪談』（『実録お岩』）：監督不明、1918年8月31日公開
- 『片山万蔵』：監督不明、1918年8月公開
- 『安中草三』：監督小林彌六、1918年8月公開
- 『に組の喧嘩』：監督不明、1918年9月11日公開
- 『大力角兵衛』：監督不明、1918年9月15日公開
- 『日蓮上人一代記』：監督小林彌六、1918年10月1日公開
- 『北条時頼と佐野源佐衛門』：監督不明、1918年10月1日公開
- 『荒木又右衛門』：監督牧野省三、1918年10月15日公開
- 『今戸の十人斬』：監督不明、1918年10月18日公開
- 『大石内蔵之助実伝』：監督不明、1918年6月1日公開 - 清水一角、大高源吾（二役）
- 『雷電為右衛門』：監督不明、1919年8月14日公開
- 『火の玉典膳』：監督不明、1919年9月21日公開
- 『実録忠臣蔵』：監督牧野省三、1921年3月10日公開 - 清水一角
- 『弥次喜多 前篇 善光寺詣りの巻』：監督辻吉郎・小林彌六、1921年9月30日公開 - 強そうな男
- 『雷電為右衛門』：監督不明、1922年12月21日公開
- 『小夜の中山夜泣石』：監督尾上松之助、1923年6月21日公開 - 日野良政
- 『名古屋山三』：監督不明、1923年7月26日公開 - 奴鹿造
- 『彦左の恋』：監督不明、1923年11月21日公開 - 舎弟幸三郎
- 『燃ゆる渦巻 第一篇』：監督池田富保、1924年1月7日公開 - 土方歳三
- 『富士八郎』：監督小林彌六、1924年2月7日公開 - 山猫三次
- 『雨の山寺』：監督小林彌六、1924年2月24日公開 - 目明し文蔵
- 『寿命の火 前篇』：監督池田富保、1924年3月1日公開 - 墓守の与助
- 『燃ゆる渦巻 第二篇』：監督池田富保、1924年3月14日公開 - 土方歳三
- 『燃ゆる渦巻 第三篇』：監督池田富保、1924年3月21日公開 - 土方歳三
- 『燃ゆる渦巻 第四篇』：監督池田富保、1924年3月28日公開 - 土方歳三
- 『寿命の火 後篇』：監督池田富保、1924年4月3日公開 - 墓守の与助
- 『花春遠山桜 前篇』（『花の春遠山桜 前篇』）：監督辻吉郎、1924年4月10日公開 - 野田屋の三五郎
- 『桜 さくら』：監督池田富保、1924年5月8日公開 - 六條少将忠顕郷
- 『宮本武蔵』（『宮本無三四』）：監督小林彌六、1924年5月8日公開
- 『三日月次郎吉』：監督築山光吉、1924年6月12日公開 - 角力・不動山秀五郎
- 『花春遠山桜 後篇』（『花の春遠山桜 後篇』）：監督辻吉郎、1924年6月19日公開 - 野田屋の三五郎
- 『二見の仇討』（『三尺染五郎』）：監督小林彌六、1924年6月21日公開 - 浜村軍蔵
- 『血染の纏』：監督築山光吉、1924年10月12日公開 - 不動の万吉
- 『憂国の志士 前篇』：監督公木之雄、1924年10月17日公開 - 家臣・井上金蔵
- 『憂国の志士 後篇』：監督公木之雄、1924年10月24日公開 - 家臣・井上金蔵
- 『清水次郎長 前篇』：監督辻吉郎、1924年11月13日公開 - 武井吃安
- 『恋の骸』：監督池田富保、1924年11月25日公開 - 百姓・作造
- 『岩見重太郎』：監督池田富保、1924年12月31日公開 - 赤星主膳
- 『秋月大八郎』：監督築山光吉、1924年公開 - ましらの勘次
- 『血涙の記 前後篇』：監督公木之雄、1924年公開 - 大森下僕五平
- 『白藤権八郎 前篇 鍛錬の巻』：監督池田富保、1925年1月5日公開 - 青木丈左衛門
- 『白藤権八郎 後篇 剣人の巻』：監督池田富保、1925年1月10日公開 - 青木丈左衛門
- 『怪力八郎』：監督公木之雄、1925年2月8日公開 - 代官佐藤権之進
- 『高阪甚内』：監督辻吉郎、1925年2月22日公開 - 伊東金吾
- 『慕ひ行く影 前篇』：監督公木之雄、1925年2月28日公開 - 本庄助太夫
- 『慕ひ行く影 後篇』：監督公木之雄、1925年3月7日公開 - 本庄助太夫
- 『義侠の一生』：監督辻吉郎、1925年3月10日公開 - 主演
- 『フラフラ豪傑』：監督池田富保、1925年3月20日公開 - 医者良庵
- 『義士銘々伝 間重次郎』（『間重次郎』）：監督池田富保、1925年4月3日公開 - 和久半太夫
- 『芥川孝子の仇討』：監督築山光吉、1925年5月29日公開 - 早川四郎兵衛
- 『復讐と女』：監督築山光吉、1925年5月29日公開 - 遠山左衛門昌景
- 『落花の舞 前篇』：監督池田富保、1925年5月31日公開 - 隼の佐平
- 『落花の舞 中篇』：監督池田富保、1925年6月11日公開 - 隼の佐平
- 『落花の舞 中篇』：監督池田富保、1925年6月19日公開 - 隼の佐平
- 『珍な大名』：監督築山光吉、1925年6月26日公開 - 太夫元・当り家
- 『児來也』：監督池田富保、1925年7月14日公開 - 大蛇の夜叉丸
- 『新撰組 前篇』：監督辻吉郎、1925年8月13日公開 - 金紋流紋兵衛
- 『新撰組 後篇』：監督辻吉郎、1925年8月20日公開 - 紋兵衛
- 『鞍馬天狗 前篇』（『鞍馬天狗 第一篇』）：監督公木之雄、1925年8月31日公開 - 中原富三郎

### 日活大将軍撮影所
特筆以外、全て製作は「日活大将軍撮影所」、配給は「日活」、全てサイレント映画、全て「中村仙之助」名義である。
- 『乞食と大名』：監督小林彌六、1925年9月30日公開 - 立岡一刀斎
- 『荒木又右衛門』：監督池田富保、1925年11月1日公開 - 傘屋治作、大目附信濃守（二役）
- 『赤城颪 国定忠次』（『国定忠次』）：監督池田富保、共作尾上松之助プロダクション、1925年12月31日公開 - 目明しお室勘助
- 『原田甲斐』：監督築山光吉、1925年公開 - 木和助
- 『剣は怒る』：監督辻吉郎、1925年公開 - 庄司竹右衛門
- 『粗骨な武士』：監督中山呑海、1926年2月3日公開
- 『実録忠臣蔵 天の巻・地の巻・人の巻』：監督池田富保、1926年4月1日公開 - 柳沢出羽守保明、清水一角（二役）
- 『その後の三郎丸』：監督辻吉郎、1926年4月29日公開 - 音右衛門
- 『和泉屋次郎吉』：監督中山呑海、1926年5月13日公開
- 『燃ゆる情怨』：監督波多野安正、1926年6月1日公開 - 父伊織
- 『金子市之丞』：監督高橋寿康、1926年6月20日公開 - 流山の九蔵
- 『悲恋心中ヶ丘』：監督高橋寿康、1926年7月1日公開 - 金左衛
- 『侠骨三日月 前篇』：監督池田富保、共作尾上松之助プロダクション、1926年7月14日公開 - 佐次六
- 『後の新三』：監督唐沢弘光、製作帝国キネマ芦屋撮影所、配給帝国キネマ演芸、1926年7月28日公開 - 生蛸の安
- 『修羅八荒 第四篇』：監督辻吉郎、1926年8月29日公開 - 安藤主計
- 『修羅八荒 第五篇』：監督辻吉郎、1926年8月29日公開 - 安藤主計
- 『修羅八荒 最終篇』：監督辻吉郎、1926年8月29日公開 - 安藤主計
- 『駄々っ児羅漢』（『だゝっ児羅漢』）：監督高橋寿康、1926年9月10日公開 - 由比正雪
- 『月形半平太』：監督高橋寿康、1926年9月30日公開 - 下僕七蔵
- 『水戸黄門』：監督池田富保、1926年10月15日公開 - 滝淵喜藤太
- 『鳴門秘帖 第一篇』：監督辻吉郎、1926年10月31日公開 - 天堂一角
- 『憂国の少年』：監督波多野安正、1926年11月10日公開 - 船越逸平太
- 『照る日くもる日 第一篇』：監督高橋寿康、1926年11月15日公開 - 猿の源次
- 『鳴門秘帖 第二篇』：監督辻吉郎、1926年12月10日公開 - 天堂一角
- 『修羅王 前後篇』：監督池田富保、1926年12月31日公開 - 小梅淀五郎
- 『大前田英五郎』：監督高橋寿康、1927年1月8日公開 - 萬田の清兵衛
- 『千葉周作』：監督辻吉郎、1927年1月14日公開 - 樋口十郎左衛門
- 『鳴門秘帖 第三篇』：監督辻吉郎、1927年2月9日公開 - 天堂一角
- 『照る日くもる日 第三篇』：監督高橋寿康、1927年3月1日公開 - 猿の源次
- 『忠次旅日記 甲州殺陣篇』：監督伊藤大輔、1927年3月10日公開 - 風間の文太
- 『妙法院勘八 前篇』（『妙法院勘八 第一篇』）：監督辻吉郎、1927年4月1日公開 - 虫腹作兵衛
- 『妙法院勘八 後篇』（『妙法院勘八 第二篇』）：監督辻吉郎、1927年4月8日公開 - 虫腹作兵衛
- 『大久保彦左衛門』：監督池田富保、1927年4月15日公開 - 塙団右衛門
- 『鳴門秘帖 第四篇・第五篇』：監督辻吉郎、1927年5月22日公開 - 天堂一角
- 『照る日くもる日 第四篇』：監督高橋寿康、1927年6月5日公開 - 猿の源次
- 『流転 前後篇』：監督伊藤大輔、1927年6月24日公開 - 素走の吉
- 『地雷火組 第一篇』：監督池田富保、1927年7月14日公開 - 森下大蔵
- 『地雷火組 第二篇』：監督池田富保、1927年7月22日公開 - 森下大蔵
- 『鳴門秘帖 第六篇』：監督辻吉郎、1927年7月31日公開 - 天堂一角
- 『増補改訂忠臣蔵 天の巻・地の巻・人の巻』：監督池田富保、1927年9月1日公開 - 柳沢出羽守保明、清水一角（二役）
- 『砂絵呪縛 第一篇』：監督高橋寿康、1927年9月8日公開 - 贋金造り黒阿弥
- 『鳴門秘帖 最終篇』：監督辻吉郎、1927年9月15日公開 - 天堂一角

### 日活太秦撮影所
全て製作は「日活太秦撮影所」、配給は「日活」、全てサイレント映画、特筆以外は全て「中村仙之助」名義である。
- 『建国史 尊王攘夷』：監督池田富保、1927年10月1日公開 - 井上信濃守
- 『砂絵呪縛 第二篇』：監督高橋寿康、1927年11月3日公開 - 贋金造り黒阿弥
- 『砂絵呪縛 完結篇』：監督高橋寿康、1927年12月15日公開 - 贋金造り黒阿弥
- 『叛旗』：監督志波西果、1928年1月7日公開
- 『怨讐の旅へ』：監督辻吉郎、1928年1月21日公開 - 稲妻甚九郎
- 『無宿の大名』：監督若山治、1928年3月1日公開 ※「山田純三郎」名義
- 『血煙高田馬場』（『血煙高田の馬場』）：監督伊藤大輔、1928年3月15日公開 - 中津川祐範
- 『続水戸黄門』：監督池田富保、1928年4月15日公開 - 馬方勘六
- 『享保借春賦』：監督高橋寿康、1928年5月31日公開 - 辰己伝吉 ※「山田純三郎」名義
- 『江藤新平』：監督志波西果、1928年6月21日公開 - 岸良検事 ※「山田純三郎」名義
- 『地雷火組 解決篇』（『地雷火組 完結篇』）：監督池田富保、1928年7月13日公開 - 森下大蔵 ※「山田純三郎」名義
- 『清水次郎長 第一篇 義侠篇』：監督辻吉郎、1928年9月14日公開 - 榛原吉兵衛 ※「山田純三郎」名義
- 『維新の京洛 竜の巻・虎の巻』：監督池田富保、1928年9月27日公開 - 平野国臣 ※「山田純三郎」名義
- 『英傑秀吉』：監督池田富保、1929年3月31日公開 - 庄屋七郎太夫 ※「山田純三郎」名義
- 『血煙り荒神山』：監督辻吉郎、1929年7月13日公開 - 音五郎
- 『蜂須賀小六 第一篇 長江半之丞の巻』：監督高橋寿康、1929年8月1日公開 - 勘助 ※「山田純三郎」名義
- 『蜂須賀小六 第二篇 坂田小平次の巻』：監督高橋寿康、1929年9月1日公開 - 勘助 ※「山田純三郎」名義
- 『修羅城 水星篇・火星篇』：監督池田富保、1929年10月1日公開 - 本多佐渡守 ※「山田純三郎」名義
- 『元禄快挙 大忠臣蔵 天変の巻・地動の巻』：監督池田富保、1930年4月1日公開 - 柳沢出羽守 ※「山田純三郎」名義